# Pokręt (województwo zachodniopomorskie)
Pokręt – kolonia w Polsce położona w województwie zachodniopomorskim, w powiecie łobeskim, w gminie Łobez.